# Liste von Arduino-Boards
Diese Seite gibt einen Überblick über alle Mikrocontroller-Boards der Arduino-Plattform.

## Arduinoboards
| Arduino                                | Mikrocontroller                                        | Betriebs- spannung | Flash KiB  | EEPROM KiB      | SRAM KiB          | Digitale I/O-Pins | … mit PWM | Analoge Eingänge/ Ausgänge | Schnittstellen | Abmessungen in mm                                                  | Besonderheiten | Bild |
| -------------------------------------- | ------------------------------------------------------ | ------------------ | ---------- | --------------- | ----------------- | ----------------- | --------- | -------------------------- | --- | ------------------------------------------------------------------ | --- | ---- |
| Nano                                   | ATmega328 (8-Bit)                                      | 3,3 V oder 5 V     | 32         | 1               | 2                 | 14                | 6         | 8/-                        | Mini-B USB, I²C, SPI | 45 × 18                                                            | ist auf eine Steckplatine steckbar |      |
| Nano Every                             | ATmega4809 (8-Bit)                                     | 5 V                | 48         | 0,256           | 6                 | 12                | 5         | 7/1                        | Mini-B USB, I²C, SPI | 45 x 18                                                            | ist auf eine Steckplatine steckbar |      |
| Nano IOT                               | SAMD21G18A (32-Bit)                                    | 3,3 V              | 250        |                 | 32                | 13                | 5         | 7/1                        | Mini-B USB, I²C, SPI | 45 x 18                                                            | 48 MHz, Wi-Fi, Bluetooth, |      |
| Nano BLE                               | nRF 52840 (32-Bit)                                     | 3,3 V              | 1024       |                 | 256               | 13                | 5         | 7/0                        | Mini-B USB, I²C, SPI | 45 x 18                                                            | 64 MHz, Bluetooth, Inertiale Messeinheit                                                                                               |      |
| Nano BLE Sense                         | nRF 52840 (32-Bit)                                     | 3,3 V              | 1024       |                 | 256               | 13                | 5         | 7/0                        | Mini-B USB, I²C, SPI | 45 x 18                                                            | 64 MHz, Bluetooth, Inertiale Messeinheit, Sensoren: Luftdruck, Luftfeuchtigkeit, Helligkeit und RGB, Mikrophone, ATECC608A Crypto Chip |      |
| Diecimila                              | ATmega168 (8-Bit)                                      | 5 V                | 16         | 0,5             | 1                 | 14                | 6         | 6/-                        | USB | 68,6 × 53,3                                                        | |      |
| Duemilanove                            | ATmega168 (8-Bit)                                      | 5 V                | 16         | 0,5             | 1                 | 14                | 6         | 6/-                        | USB, SPI, ICSP, I²C | 68,6 × 53,3                                                        | |      |
| Uno R3                                 | ATmega328 (8-Bit)                                      | 5 V                | 32         | 1               | 2                 | 14                | 6         | 6/-                        | USB, SPI, ICSP, I²C | 68,6 × 53,3                                                        | |      |
| Uno WiFi                               | ATmega4809 (8-Bit)                                     | 5 V                | 48         | 0,256           | 6                 | 14                | 5         | 6/-                        | USB, SPI, ICSP, I²C | 68,6 x 53,3                                                        | |      |
| Ethernet                               | ATmega328 (8-Bit)                                      | 5 V                | 32         | 1               | 2                 | 14 (a)            | 4         | 6/-                        | Ethernet, SD card, SPI, TWI | 68,6 × 53,3                                                        | wie Arduino UNO, jedoch mit Ethernet-Schnittstelle anstatt USB.                                                                        |      |
| M0 Pro                                 | ATSAMD21G18 (32-Bit)                                   | 3,3 V              | 256        | bis zu 16 (b)   | 32                | 20                | 12        | -/-                        | USB, SPI, ICSP, I²C | 68,58 x 53,34                                                      | 32-Bit |      |
| Mega                                   | ATmega1280 (8-Bit)                                     | 5 V                | 128        | 4               | 8                 | 54                | 14        | 16/-                       | USB, SPI, ICSP, I²C, 4 UART | 101,6 × 53,3                                                       | Erweiterte größere Version mit vielen I/O-Pins.                                                                                        |      |
| Mega2560                               | ATmega2560 (8-Bit)                                     | 5 V                | 256        | 4               | 8                 | 54                | 14        | 16/-                       | USB, SPI, ICSP, I²C, 4 UART | 101,6 × 53,3                                                       | Update des Arduino Mega. |      |
| Mega ADK                               | ATmega2560 (8-Bit)                                     | 5 V                | 256        | 4               | 8                 | 54                | 14        | 16/-                       | USB, SPI, ICSP, I²C, 4 UART | 101,6 × 53,3                                                       | Basiert auf Arduino Mega2560. Besitzt USB-Host Interface zum Verbinden mit Android-Geräten.                                            |      |
| MKR1000 WiFi                           | SAMD21 Cortex-M0+ (32-Bit)                             | 3,3 V              | 256        | 0               | 32                | 8                 | 7         | 7/1                        | USB, SPI, ICSP, I²C, UART, WLAN | 61,5 x 25                                                          | |      |
| MKR WiFi 1010                          | SAMD21 Cortex-M0+ 32-Bit Low Power ARM MCU             | 3,3 V              | 256        | 0               | 32                | 8                 | 12        | 7/1                        | USB, SPI, ICSP, I²C, I²S, UART, WLAN | 61,5 x 25                                                          | |      |
| BT (Bluetooth)                         | ATmega328 (8-Bit)                                      | 5 V                | 32         | 1               | 2                 | 14                | 4         | 6/-                        | Bluegiga WT11 Bluetooth, TWI, I²C, SPI | 81,2 × 53,3                                                        | |      |
| Leonardo                               | ATmega32U4 (8-Bit)                                     | 5 V                | 32         | 1               | 2,5               | 20                | 7         | 12/-                       | USB, ICSP, TWI, I²C, 1 UART | 68,6 × 53,3                                                        | Kann vom PC über USB als Maus oder Tastatur erkannt werden (HID)                                                                       |      |
| Micro                                  | ATmega32U4 (8-Bit)                                     | 5 V                | 32         | 1               | 2,5               | 20                | 7         | 12/-                       | USB, ICSP, TWI, I²C, 1 UART | 48,3 × 17,8                                                        | ähnlich Arduino Nano und Leonardo. |      |
| Esplora                                | ATmega32U4 (8-Bit)                                     | 5 V                | 32         | 1               | 2,5               | -                 | -         | -/-                        | Micro-USB, ICSP, Tinkerkit-Konnektoren, TFT-Konnektor (LC-Display)                                                                                    | 165,1 × 61,0                                                       | Arduinoboard mit bereits vorhandenen Sensoren und Tastern                                                                              |      |
| Due                                    | AT91SAM3X8E (32-Bit)                                   | 3,3 V              | 512        | nicht vorhanden | 96                | 54                | 12        | 12/2                       | USB, CAN, ICSP, 2 TWI, 4 UART, 2 DAC | 101,6 × 53,3                                                       | Aufbau wie Arduino Mega. Erstes Arduinoboard mit 32-Bit Arm-Architektur.                                                               |      |
| Mini                                   | ATmega328 (8-Bit)                                      | 5 V                | 32         | 1               | 2                 | 14                | 6         | 8/-                        | ICSP | 30 × 18                                                            | |      |
| Fio                                    | ATmega328P                                             | 3,3 V              | 32         | 1               | 2                 | 14                | 6         | 8/-                        | ICSP, mini-USB, SPI, I²C | 27,9 × 66                                                          | |      |
| Pro                                    | ATmega168 oder ATmega328 (8-Bit)                       | 3,3 V oder 5 V     | 16 oder 32 | 0,5 oder 1      | 1 oder 2          | 14                | 6         | 6/-                        | SPI, I²C | 52 × 53                                                            | |      |
| Pro Mini                               | ATmega168 oder ATmega328 (8-Bit)                       | 3,3 V oder 5 V     | 16 oder 32 | 0,5 oder 1      | 1 oder 2          | 14                | 6         | 8/-                        | SPI, I²C | 33 × 17,8                                                          | |      |
| Zero                                   | Atmel ATSAMD21G18 (32-Bit)                             | 3,3 V              | 256        | bis zu 16 (b)   | 32                | 14                | 12        | 6/1                        | SPI, I²C, 1 UART, 3 USART | 68,6 × 53,3                                                        | |      |
| Gemma                                  | ATtiny85 (8-Bit)                                       | 3,3 V              | 8          | 512 Bytes       | 512 Bytes         | 3                 | 2         | 1/-                        | USB, TWI | ø 27,98                                                            | Kreisrundes Arduinoboard, das vom US-amerikanischen Unternehmen Adafruit hergestellt wird.                                             |      |
| Genuino 101                            | Intel Curie (32-Bit)                                   | 3,3 V              | 196        | –               | 24                | 14                | 4         | 6/-                        | USB, I2C, ICSP, SPI, TWI Bluetooth, Beschleunigungssensor (6 Achsen)                                                                                  | 68,6 × 53,3                                                        | |      |
| STAR OTTO (STMicroelectronics-ARduino) | STM32F469 (Arm Cortex-M4)                              | 3,3 V              | 2048       | 128             | 384 + 16 MB SDRAM | 70                | 14        | 14/2                       | USB, SPI, I²C, TWI, 4 UART, SD-Karte, LCD-Audio-Camera, Kopfhörer, Stereo Mikrofon                                                                    | 101,6 × 53,3                                                       | ESP8266 |      |
| MKR VIDOR 4000                         | ATSAMD21 (32-Bit)                                      | 3,3 V              | 256        | 0               | 32                | 22                | 12        | 7/1                        | Mini PCI Express, Micro HDMI, MIPI Camera Connector, UART, (Q)SPI, I2C, I2S, Sigma Delta, DAC, Hoch Frequenz PWM, Hochauflösende PWM, WLAN, Bluetooth | 83x25                                                              | FPGA: Intel Cyclone 10CL016 |      |
| Boot Kit XMC1100                       | XMC1100 (Arm Cortex-M)                                 | 3,3 V              | 64         | –               | 16                | 10+8              | 6         | 6/-                        | USIC (SPI, UART, I²C etc.), I/O-Rekonfiguration | 85,4 × 53,65 (mit Debugger; kann entfernt werden, dann UNO-Format) | JTAG-Debugger als Add-on (J-Link) |      |
| GIGA R1 WiFi                           | STM32H747XI dual Cortex-M7+M4 32-Bit low power Arm-MCU | 3,3 V              | 1953       |                 | 976               | 76                | 12        | 12                         | USB-C, USB-A, I2C + D54-D67, D1N, D0N, D1P, D0P, CKN, CKP + D68-D75, DAC0, DAC1, A7, WiFi                                                             | 53 × 101                                                           | |      |
| UNO R4 Minima                          | RA4M1                                                  | 5V                 | 256        | 8               | 32                | 14                | 6         | 6                          | USB-C, I2C, SPI, DAC, RTC, CAN |                                                                    | Elektrisch weitgehend kompatibel zum „klassischen“ UNO R3.                                                                             |      |
| UNO R4 WiFi                            | RA4M1                                                  | 5V                 | 256        | 8               | 32                | 14                | 6         | 6                          | USB-C, I2C, SPI, DAC, Qwiic, RTC, WiFi, CAN |                                                                    | Elektrisch weitgehend kompatibel zum UNO R3, LED-Matrix direkt auf dem Board, ESP32 als WiFi- und Bluetooth-Coprozessor.               |      |

### Arduino LilyPad Boards
Arduinoboards der LilyPad-Reihe sind kreisrunde Boards, die sich in Textilien einarbeiten lassen.
| Arduino                    | Mikrocontroller                    | Betriebs- spannung | Flash | EEPROM | RAM | Digitale I/O Pins | … mit PWM | Analoge Eingänge | Schnittstellen                     | Abmessungen in mm | Besonderheiten                                                    | Bild |
| -------------------------- | ---------------------------------- | ------------------ | ----- | ------ | --- | ----------------- | --------- | ---------------- | ---------------------------------- | ----------------- | ----------------------------------------------------------------- | ---- |
| LilyPad Arduino            | ATmega168V oder ATmega328V (8-Bit) | 2,7–5,5 V          | 16    | 0,5    | 1   | 14                | 6         | 6                | USB (FTDI Basic Breakout benötigt) | ø 50              | Basisboard der Lilypad Arduino Reihe.                             |      |
| LilyPad Arduino USB        | ATmega32U4 (8-Bit)                 | 3,3 V              | 32    | 1      | 2,5 | 9                 | 4         | 4                | USB                                | ø 50              | Kann Maus oder Tastatur an der USB-Schnittstelle simulieren.      |      |
| LilyPad Arduino Simple     | ATmega328 (8-Bit)                  | 2,7–5,5 V          | 32    | 1      | 2   | 9                 | 5         | 4                | USB (FTDI Basic Breakout benötigt) | ø 50              | 9 I/O Pins, aber mit Batterieanschluss                            |      |
| LilyPad Arduino SimpleSnap | ATmega328 (8-Bit)                  | 2,7–5,5 V          | 32    | 1      | 2   | 9                 | 5         | 4                | USB (FTDI Basic Breakout benötigt) | ø 50              | Ähnlich wie LilyPad Arduino Simple. Besitzt Lithium Polymer Akku. |      |

### Arduinoboards mit Mikrocontroller und Mikroprozessor
| Arduino | Mikrocontroller/ -Prozessor                                   | Betriebs- spannung | Flash  | EEPROM | RAM          | Digitale I/O Pins | … mit PWM | Analoge Eingänge | Schnittstellen                                    | Abmessungen in mm | Besonderheiten                                                                                 | Bild |
| ------- | ------------------------------------------------------------- | ------------------ | ------ | ------ | ------------ | ----------------- | --------- | ---------------- | ------------------------------------------------- | ----------------- | ---------------------------------------------------------------------------------------------- | ---- |
| Yún     | ATmega32u4 (8-Bit)                                            | 5 V                | 32 KiB | 1 KiB  | 2,5 KiB SRAM | 20                | 7         | 12               | USB, ICSP, WLAN, Ethernet, microSD, TWI, I²C      | 73 × 53           | Arduino-Board mit dediziertem Archos Prozessor für Linux-Distributionen, USB-Host und microSD. |      |
| Yún     | Atheros AR9331 (MIPS @ 400 MHz)                               | 3,3 V              | 16 MB  | -      | 64 MB DDR2   | 20                | 7         | 12               | USB, ICSP, WLAN, Ethernet, microSD, TWI, I²C      | 73 × 53           | Arduino-Board mit dediziertem Archos Prozessor für Linux-Distributionen, USB-Host und microSD. |      |
| Tre     | ATmega32u4 (8-Bit)                                            | 5 V                | 32 KiB | 1 KiB  | 2,5 KiB SRAM | 14                | 7         | 6                | HDMI (Bild und Ton), microSD, k. A. über weitere. | k. A.             | Arduino-Board mit WLAN, Ethernet, dediziertem Prozessor                                        |      |
| Tre     | Texas Instrument Sitara AM3359AZCZ100 (Arm Cortex-A8 @ 1 GHz) | 3,3 V              | 16 MB  | -      | 512 MB DDR3L | 23                | 4         | 0                | HDMI (Bild und Ton), microSD, k. A. über weitere. | k. A.             | Arduino-Board mit WLAN, Ethernet, dediziertem Prozessor                                        |      |

### Arduino Robot

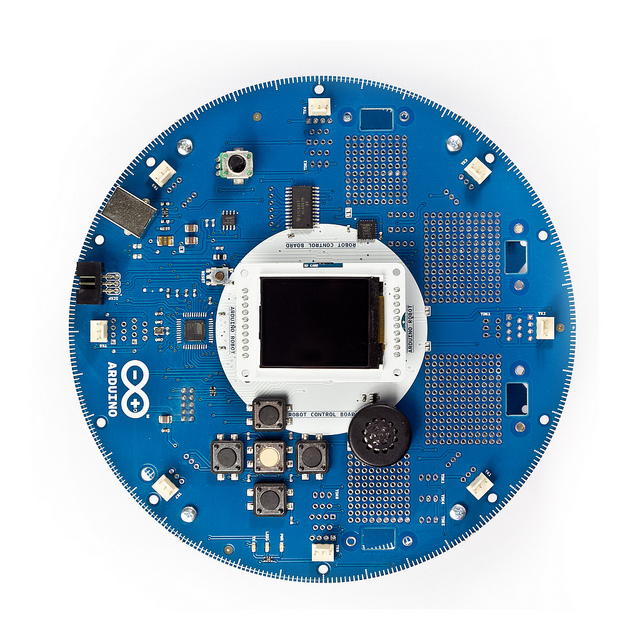
Arduino Robot (Ansicht von oben)

Der Arduino Robot ist eine programmierbare Roboterplattform, die auf die gleiche Weise wie alle anderen Arduinoboards programmiert werden kann. Besonderheiten stellen die eingebauten motorisierten Räder und eingebaute Infrarotsensoren dar. Der Arduino Robot wird über zwei Mikrocontrollerboards programmiert und gesteuert. Dabei liegt der Aufgabenbereich des ersten Boards in der Motorik, und der des zweiten Boards in der Steuerung und Kommunikation des Roboters. Der Roboter hat einen Durchmesser von 19 cm und ist ca. 10 cm hoch.
| Komponente des Robots | Mikro- Controller  | Betriebs- spannung | Input- spannung                   | Flash  | EEPROM                                                | SRAM    | Digitale I/O-Pins | PWM-Kanäle | Analoge Eingangskanäle | Schnittstellen             | Sensoren/Eingabekomponenten                                                                                |
| --------------------- | ------------------ | ------------------ | --------------------------------- | ------ | ----------------------------------------------------- | ------- | ----------------- | ---------- | ---------------------- | -------------------------- | --- |
| Steuerungsboard       | ATmega32u4 (8-Bit) | 5 V                | 5 V                               | 32 KiB | 1 KiB intern im Mikrocontroller zzgl. 512 KBit extern | 2,5 KiB | 5                 | 6          | 4 (multiplexed: 8)     | USB, UART, I2C, ICSPI, SPI | farbiges LCD, 5-Tasten Keypad, Potentiometer, digitaler Kompass, SD-Card-Reader, Lautsprecher, LEDs        |
| Motorboard            | ATmega32u4 (8-Bit) | 5 V                | 9 V (zum Laden der Akkumulatoren) | 32 KiB | 1 KiB                                                 | 2,5 KiB | 4                 | 1          | 4                      | USB, UART, I2C             | Potentiometer, Infrarotsensoren (Verfolgung von Linien/Erkennung von Hindernissen), 4 AA Akkumulator-Slots |

### Weitere ältere Arduinoboards

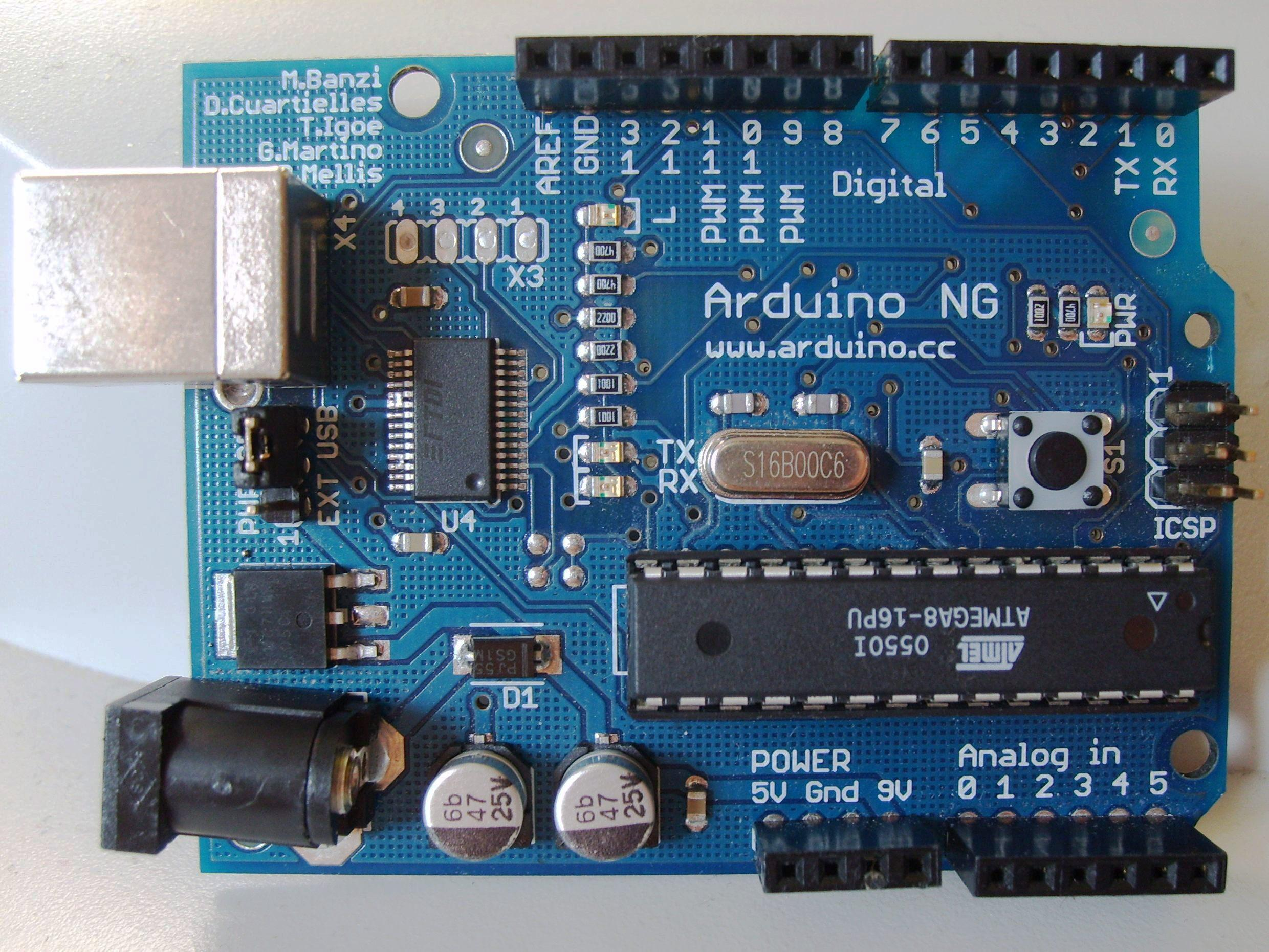
Arduino NG

Die in diesem Abschnitt aufgezählten Arduinoboards werden nicht mehr hergestellt oder vertrieben. Sie werden im sog. Hardware-Index aufgezählt. Von vielen in diesem Abschnitt aufgezählten Boards existieren mehrere Revisionen, auf die in dieser Liste nicht näher eingegangen wird.
- Arduino Extreme
- Arduino NG (Nuova Generazione)
- Arduino USB
- Arduino Serial
- Arduino Stamp

## Arduino-zertifizierte Boards
Hersteller können Microcontrollerboards von Arduino zertifizieren lassen, wenn diese ein eigenes Hardwaredesign und eine modifizierte Version der Arduino-IDE anbieten und andere Anforderungen erfüllen. Dafür dürfen diese Boards ein entsprechendes Zertifikat führen und werden auf der Webpräsenz von Arduino aufgeführt.
| Arduino-zertifiziertes Board | Mikrocontroller/ -Prozessor    | Betriebs- spannung | Flash   | EEPROM | RAM                             | Digitale I/O-Pins | … mit PWM | Analoge Eingänge | Schnittstellen                                                       | Abmessungen in mm | Bild |
| ---------------------------- | ------------------------------ | ------------------ | ------- | ------ | ------------------------------- | ----------------- | --------- | ---------------- | -------------------------------------------------------------------- | ----------------- | ---- |
| Intel Galileo                | Intel Quark SoC X1000 (32-bit) | 3,3 V oder 5 V (c) | 8 MByte | 11 KiB | 256 MByte RAM DDR3 512 KiB SRAM | 14                | 6         | 6                | USB Host, USB Client, SPI, ICSP, microSD, Ethernet, mini-PCI Express | 106,7 × 71,1      |      |
| Intel Galileo Gen2           | Intel Quark SoC X1000 (32-bit) | 3,3 V oder 5 V (c) | 8 MByte | 8 KiB  | 256 MByte RAM DDR3 512 KiB SRAM | 14                | 6         | 6                | USB Host, USB Client, SPI, ICSP, microSD, Ethernet, mini-PCI Express | 124 × 72          |      |
| Intel Edison (d)             | Intel Quark µController        | 3,3 V oder 5 V (c) | 4 GiB   | k. A.  | 1 GB LPDDR3 POP                 | 14                | 4         | 6                | Wi-Fi, Bluetooth 4.0 LE, TWI, I2C, SPI, ICSP                         | 72 × 12           |      |
| Intel Edison (d)             | Intel Atom µProzessor          | 3,3 V oder 5 V (c) | 4 GiB   | k. A.  | 1 GB LPDDR3 POP                 | 14                | 4         | 6                | Wi-Fi, Bluetooth 4.0 LE, TWI, I2C, SPI, ICSP                         | 72 × 12           |      |